# Prowincja kenorańska
Prowincja kenorańska – obszar na platformie amerykańsko-grenlandzkiej zbudowany ze skał skał metamorficznych archaicznych.
Najstarszymi skałami prowincji kenorańskiej są granitognejsy o wieku 3100-3000 mln lat. Występują one w północnej części tarczy kanadyjskiej oraz w Górach Skalistych, czyli poza platformą amerykańsko-grenlandzką.
Drugą grupą skał są skały systemu Keewatin o wieku ok. 2500 mln lat. Występują one na całym obszarze prowincji kenorańskiej. Są to sfałdowane i zmetamorfizowane osady szarogłazowo-piaskowcowe z licznymi przewarstwieniami skał wylewnych i piroklastycznych. W stropie występują kwarcyty Timiskaming. Fałdowanie utworów systemu Keewatin nastąpiło w czasie orogenezy kenorańskiej.
Skały archaiczne występują też pod przykryciem młodszych utworów na płycie centralnej. Pierwotny zasięg tych utworów był prawdopodobnie znacznie większy.